# Главен архив на Индиите
Главният архив на Индиите (на испански: Archivo General de Indias) е документално хранилище в Севиля, Испания, което съдържа ценни документи за историята на Испанската империя в Америка и Филипините.
Зданието на архива, проектирано от Хуан де Ерера, е прекрасен образец на ренесансовата архитектура в Испания. През 1987 г. сградата на Архива на Индиите е включена в списъка на световното културно наследство на ЮНЕСКО.
Историята на Архива на Индиите започва през 1571 г., когато крал Филип II Испански поръчва на архитекта Хуан де Ерера, който проектира и сградата на Ескориал, да изработи проект за сграда, в която да се помещава Съветът на търговската гилдия в Севиля (Consulado de mercaderes). Дотогава севилските търговци предпочитали да сключват сделките си под прохладните сводове на севилската катедрала.
Строежът на новата сграда започва през 1584 г. Към 1594 г. зданието вече е било годно за използване, както свидетелства един надпис на северната фасада. Довършителните работи обаче продължават и през 17 в. Крайният резултат е двуетажна сграда, обграждаща широк вътрешен двор (патио), с фасада, украсена с пиластри и без никакви допълнителни скулптури. Сградата е увенчана от балюстрада с по един грубо издялан обелиск във всеки ъгъл.
През 1795 г. с декрет крал Карлос III заповядва в тази сграда да се помещава и архивът на Съвета на Индиите, за да бъдат събрани под един покрив всички документи, отнасящи се до отвъдокеанските владения на Испания, които документи дотогава са били разпръснати в различни архиви в Симанкас, Кадис и Севиля, в които нямало повече място за архивиране на документи. Освен това в духа на тогавашното Просвещение се очаквало, че испанските историци най-накрая ще се заемат с проучването на историята на испанските колонии. Решено е всички документи, издадени след 1760 г., временно да се съхраняват в учрежденията, които са ги издали, а в Архива на Индиите да бъдат събрани запазените документи отпреди 1760 г. За отговорник на проекта е назначен секретарят на Индиите Хосе Галвес, който трябвало да бъде подпомаган от историка Хуан Муньос.
Първите архивни материали пристигат в новия Главен архив на Индиите през октомври 1785 г. Новото предназначение на сградата на севилските търговци изисквало тя да претърпи някои реконструкции, така че да бъдат създадени по-добри условия за съхранението на постъпващите в нея документи, както и да бъде улеснен общественият достъп до тях. Така през 1787 г. сградата се сдобива с ново и по-широко централно стълбище.
Архивът на Индиите в Севиля пази оригинални документи от времето на конкистадорите до края на 19 в. Тук се намира молбата на Сервантес за получаване на държавен пост, булата на папа Александър VI, установяваща демаркационната линия между испанските и португалските колониални владения, корабният дневник на Христофор Колумб, множество морски карти и планове на големите испански градове в Америка. Общият обем на съхраняваните в архива документи е 43 хиляди тома или 80 милиона страници документи, издадени от испанските колониални органи.